# Vrith
Vrith znana również jako Verrens, Vrrith, Vrithi, Vrrethi, Vrrithi, Vrrîthi, Vërrens – wieś położona w północnej części Albanii w gminie Qerret. Wieś znajduje się 69 kilometrów od stolicy państwa, Tirany.

## Demografia
Według spisu ludności z 1989 roku we wsi Vrith mieszkało 536 mieszkańców.